# Syllepte paleacalis
Syllepte paleacalis là một loài bướm đêm trong họ Crambidae.